# ボートレースレディースVSルーキーズバトル
ボートレースレディースVSルーキーズバトルは、ボートレースの一般戦競走の一つ。2018年から毎年2大会ほど開催されている。

## 概要
2018年度より、若手選手のさらなる育成を図ることを目的として、企画レースにおいて男子の若手選手と女子選手（年齢制限なし）のハーフ戦として開催している競走。。同年12月13日から17日まで三国競艇場で第1回大会が開催された。。
グレードは一般戦扱いであり、レースは若手男子24選手と若手の他にも中堅からベテランを含む女子24選手の合計48選手が斡旋対象となり、それぞれ「若手男子選手チーム」と「女子選手チーム」との団体戦形式で実施する。
得点合計上位チームには「団体賞」として賞金が支給される。その賞金は1人10万円とする。ただしフライングや出遅れのスタート事故を起こしたボートレーサーについては、当該ボートレーサーに限り、団体賞賞金10万円の獲得資格は喪失する。
この競走の出走ファンファーレは一般戦と同じものを使用している。

### 出場資格
女子選手側の年齢制限はないが、男子選手側にはルーキーシリーズと同様に、当該年の1月1日現在でデビュー6年未満の条件が設定されている。なお、ルーキーシリーズに存在しているオーバーエイジ枠は設定されない。

## 過去の大会
| 優勝戦日       | 開催場 | 個人優勝者 | 個人優勝者 | 個人優勝者 | 個人優勝者 | 個人優勝者 | 個人優勝者 | 個人優勝者 | 個人優勝者 | 団体戦勝利チーム |
| 優勝戦日       | 開催場 | 選手名     | 登録番号   | 年齢       | 支部       | 級         | 枠番       | コース     | 決まり手   | 団体戦勝利チーム |
| -------------- | ------ | ---------- | ---------- | ---------- | ---------- | ---------- | ---------- | ---------- | ---------- | ---------------- |
| 2018年12月17日 | 三国   | 上條暢嵩   | 4719       | 24         | 大阪       | A1         | 1          | 1          | 逃げ       | 白組             |
| 2019年2月16日  | 江戸川 | 澤崎雄哉   | 4880       | 23         | 東京       | B1         | 1          | 1          | 逃げ       | 白組             |
| 2019年6月13日  | びわこ | 吉川貴仁   | 4926       | 25         | 三重       | A2         | 3          | 3          | 差し       | 紅組             |
| 2020年2月9日   | 津     | 松尾拓     | 4808       | 31         | 三重       | A1         | 1          | 1          | 逃げ       | 白組             |
| 2020年5月11日  | 丸亀   | 平高奈菜   | 4450       | 32         | 香川       | A1         | 1          | 1          | 逃げ       | 紅組             |
| 2021年2月8日   | 常滑   | 畑田汰一   | 5042       | 22         | 埼玉       | A2         | 4          | 4          | まくり差し | 紅組             |
| 2021年5月10日  | 宮島   | 吉川貴仁   | 4926       | 27         | 三重       | A2         | 3          | 3          | まくり     | 紅組             |
| 2022年2月3日   | 尼崎   | 井上忠政   | 4959       | 25         | 大阪       | A2         | 1          | 1          | 逃げ       | 白組             |
| 2022年5月10日  | 児島   | 新開航     | 4932       | 26         | 福岡       | A2         | 1          | 1          | 逃げ       | 紅組             |
| 2023年2月2日   | 芦屋   | 砂長知輝   | 5112       | 23         | 埼玉       | A2         | 2          | 2          | 差し       | 白組             |
| 2023年5月10日  | 浜名湖 | 中亮太     | 5029       | 26         | 福岡       | A2         | 2          | 2          | 差し       | 白組             |
| 2024年7月7日   | 江戸川 | 登玉隼百   | 5161       | 25         | 兵庫       | A2         | 2          | 2          | 差し       | 白組             |
| 2025年2月2日   | 徳山   | 常住蓮     | 5142       | 24         | 佐賀       | A1         | 1          | 1          | 逃げ       | 白組             |
| 2025年7月6日   | 下関   | 常住蓮     | 5142       | 24         | 佐賀       | A1         | 1          | 1          | 逃げ       | 紅組             |

※2020年5月の大会は、新型コロナウイルスの感染拡大と緊急事態宣言発令に伴う全公営競技無観客開催措置の為、無観客で開催（開催地・丸亀競艇場が立地する香川県の緊急事態宣言解除は5月14日、本場の無観客解除は6月1日）。